# Brignac-la-Plaine
Brignac-la-Plaine este o comună în departamentul Corrèze din centrul Franței. În 2009 avea o populație de 838 de locuitori.

## Evoluția populației
| An        | 1975 | 1982 | 1990 | 1999 | 2006 | 2009 |
| --------- | ---- | ---- | ---- | ---- | ---- | ---- |
| Populație | 780  | 781  | 817  | 808  | 773  | 838  |